# Pantera
|  | Per a altres significats, vegeu «Pantera (grup)». |

Les panteres (Panthera) formen un gènere de la família Felidae, que conté cinc espècies vivents: el lleó, el tigre, el jaguar, el lleopard i la pantera de les neus. El gènere comprèn més o menys la meitat de la subfamília Pantherinae.

## Espècies de panteres
Hi ha cinc espècies vivents de panteres:
- Panthera leo (lleó)
- Panthera onca (jaguar)
- Panthera pardus (lleopard)
- Panthera tigris (tigre)
- Panthera uncia (pantera de les neus)

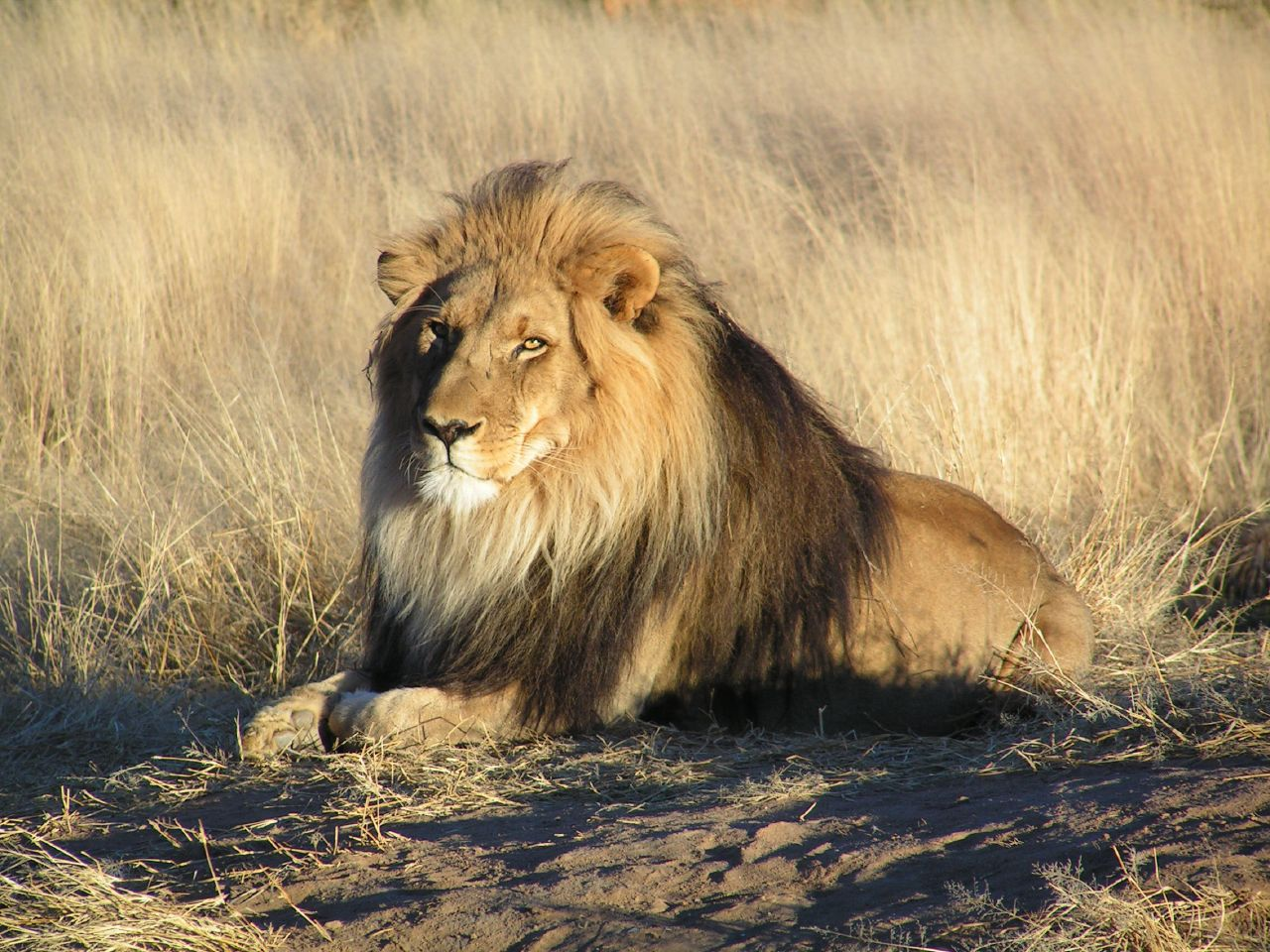
Panthera leo

### Panthera leo
Panthera leo (nom comú: lleó) que viu a les grans planures africanes, tot i que actualment és una espècie amenaçada, i la seva presència es redueix als parcs nacionals de Kenya, Tanzània i Sud-àfrica. Pot arribar a pesar més de 250 kg. Les femelles són molt més petites i pesen devers 180 kg. Els lleons són carnívors i viuen en grups familiars que consisteixen en femelles emparentades, les seves cries dels dos sexes i un mascle sense llaços sanguinis que s'aparella amb les femelles adultes.
Les femelles s'ocupen de caçar mentre que els mascles es dediquen principalment a protegir els límits del seu territori. Els mascles són expulsats del grup en arribar a la maduresa.

Panthera onca

### Panthera onca
Panthera onca (nom comú: jaguar) és un felí nadiu d'Amèrica del sud i central. Està a categoria Gairebé amenaçada (Near Threatened) de la Llista Vermella de la UICN. Fa entre 1,10 i 1,90 metres a la seva etapa adulta i pesa normalment entre 57 i 113 quilograms; fins i tot 150 kg en alguns casos. Posseeix l'estructura mandibular més poderosa de tots els felins, i el major pes relatiu del cap, que li proporciona el seu perfil característic.

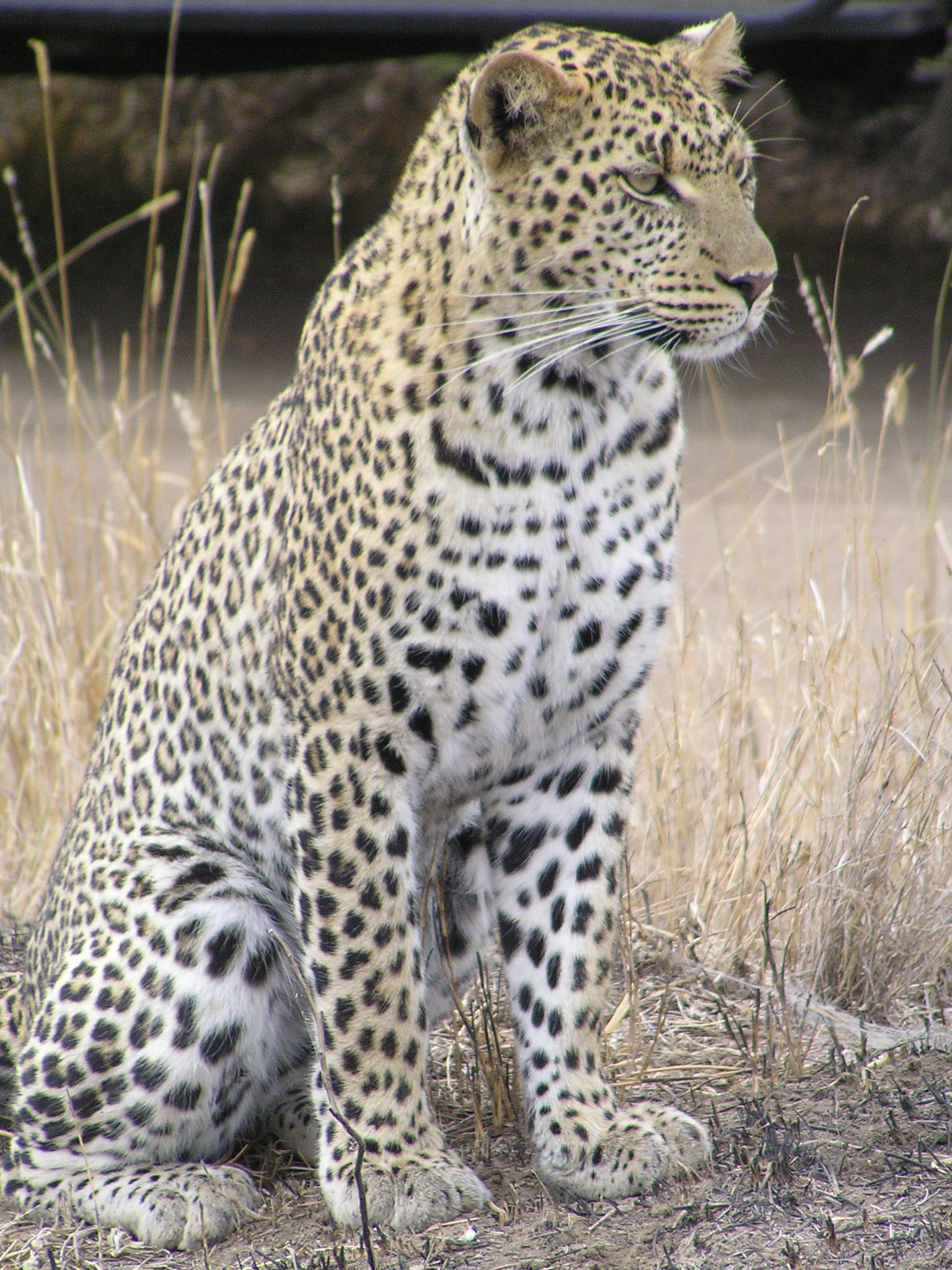
Panthera pardus

### Panthera pardus
Panthera pardus (nom comú: lleopard) és una espècie de pantera que viu al Sud d'Àfrica i Àsia que caça a la nit. Durant el dia, dormen entre la vegetació, en coves d'altres animals, o, alguns cops, a sobre els arbres. Els lleopards són animals solitaris excepte en el període de reproducció.
El període de gestació dels lleopards dura uns sis mesos i poden tenir d'una a sis cries, encara que normalment en tenen dues o tres.
Estan en perill, la UICN els ha qualificat a Risc mínim; al subcontinent indi, al Sud-est de l'Àsia, i a la Xina, el lleopard encara és abundant. Els lleopards viuen a prats i a boscos riberencs

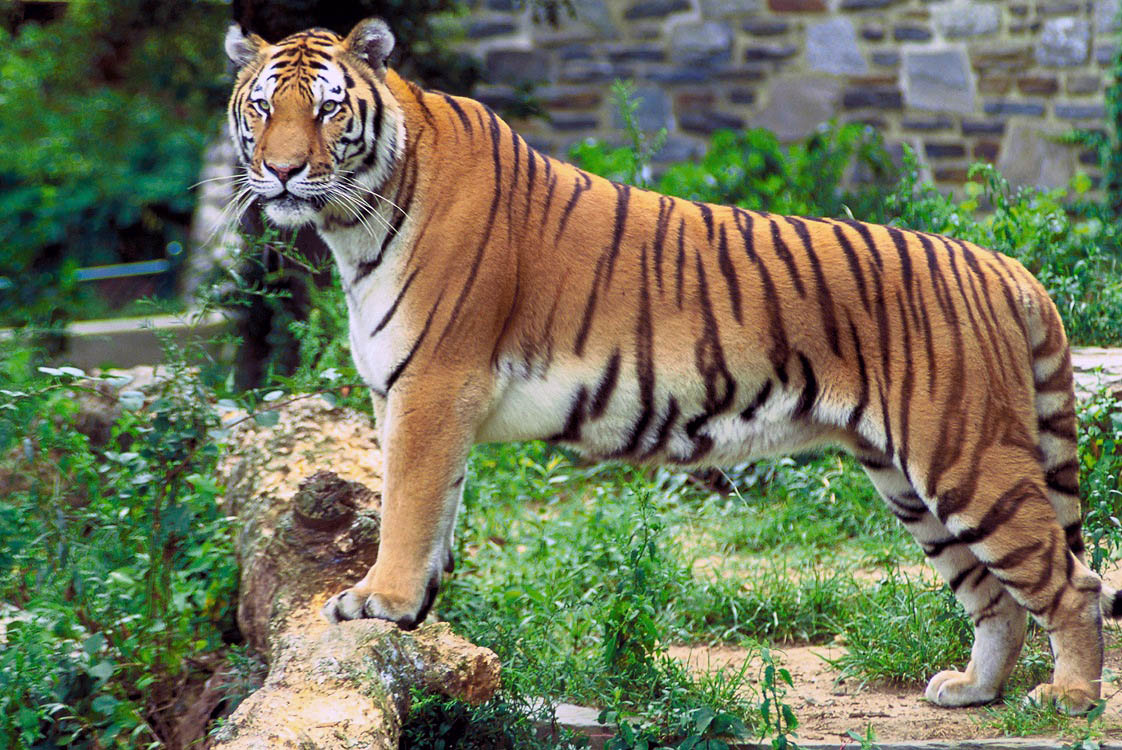
Panthera tigris

### Panthera tigris
Panthera tigris (nom comú: tigre) és un depredador carnívor que viu al continent asiàtic. Està a la categoria En perill de la UICN. El tigre és el felí més gran del món; el pes rècord en estat salvatge d'un mascle adult és de més d'un terç de tona. La mida dels tigres i les altres característiques canvia d'una subespècia a l'altra. En estat salvatge, els tigres mascles tenen un pes que oscil·la entre els 100 i els 306 quilograms, i una longitud, incloent la cua (que fa entre 60 i 100 cm en els mascles més grans) d'entre 2,13 i 3,35 metres.

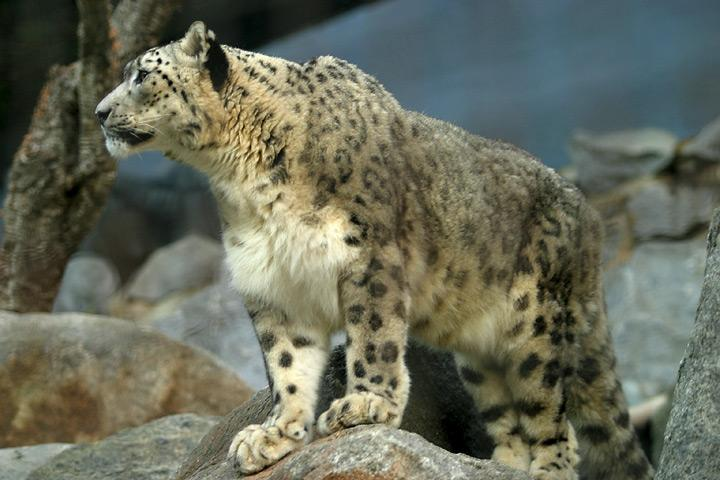
Panthera uncia

### Panthera uncia
La pantera de les neus (Panthera uncia) és un gran felí nadiu de les muntanyes de l'Àsia central qualificat en perill d'extinció. La seva aparença és la d'un lleopard, però és una mica més petit i és blanc. Es troba des de l'Hindu Kusha l'Afganistan a través de les muntanyes del Pamir, Kunlun, Himàlaia i sud de Sibèria al Tibet es troba a les muntanyes Altyn-Tagh. És un animal d'hàbits nocturns i sembla que és molt territorial. Poden arribar a pesar fins a 75 kg.
Fins fa poc molts de taxonomistes el posaven en un gènere a part, però proves genètiques l'han confirmat que està dins el gènere Panthera.

## Cladograma
| Panthera | \| \| Panthera leo \| \| \| \| \| \| Panthera onca \| \| \| \| \| \| Panthera pardus \| \| \| \| \| \| Panthera tigris \| \| \| \| \| \| Panthera uncia \| \| \| \| |
|          | \| \| Panthera leo \| \| \| \| \| \| Panthera onca \| \| \| \| \| \| Panthera pardus \| \| \| \| \| \| Panthera tigris \| \| \| \| \| \| Panthera uncia \| \| \| \| |
|          | Panthera leo |
|          | |
|          | Panthera onca |
|          | |
|          | Panthera pardus |
|          | |
|          | Panthera tigris |
|          | |
|          | Panthera uncia |
|          | |